# Росинья
Росинья (порт. Rocinha) — самая известная из фавел Рио-де-Жанейро. Основана в середине 20 века. Расположена на крутых склонах в южной части города между районами Сан-Конраду и Гавеа.
Её население официально составляет 69161 человек (2010). Это крупнейшая фавела страны. Реальная численность её населения может превышать 200 тысяч человек.
Росинья находится вблизи респектабельных жилых и туристических районов. Первоначально состоявшая из бедных лачуг, сегодня фавела получает электроэнергию от города. В Росинье имеется несколько медицинских учреждений, автобусное сообщение и даже собственное телевидение TV Rocinha.
Росинья часто посещается туристами, несмотря на высокий уровень преступности. В ноябре 2011 года в фавеле при обеспечения безопасности к чемпионату мира по футболу и Олимпиаде была проведена серия полицейских операций, однако, правительственный контроль так и не был полностью установлен.